# Bythinini

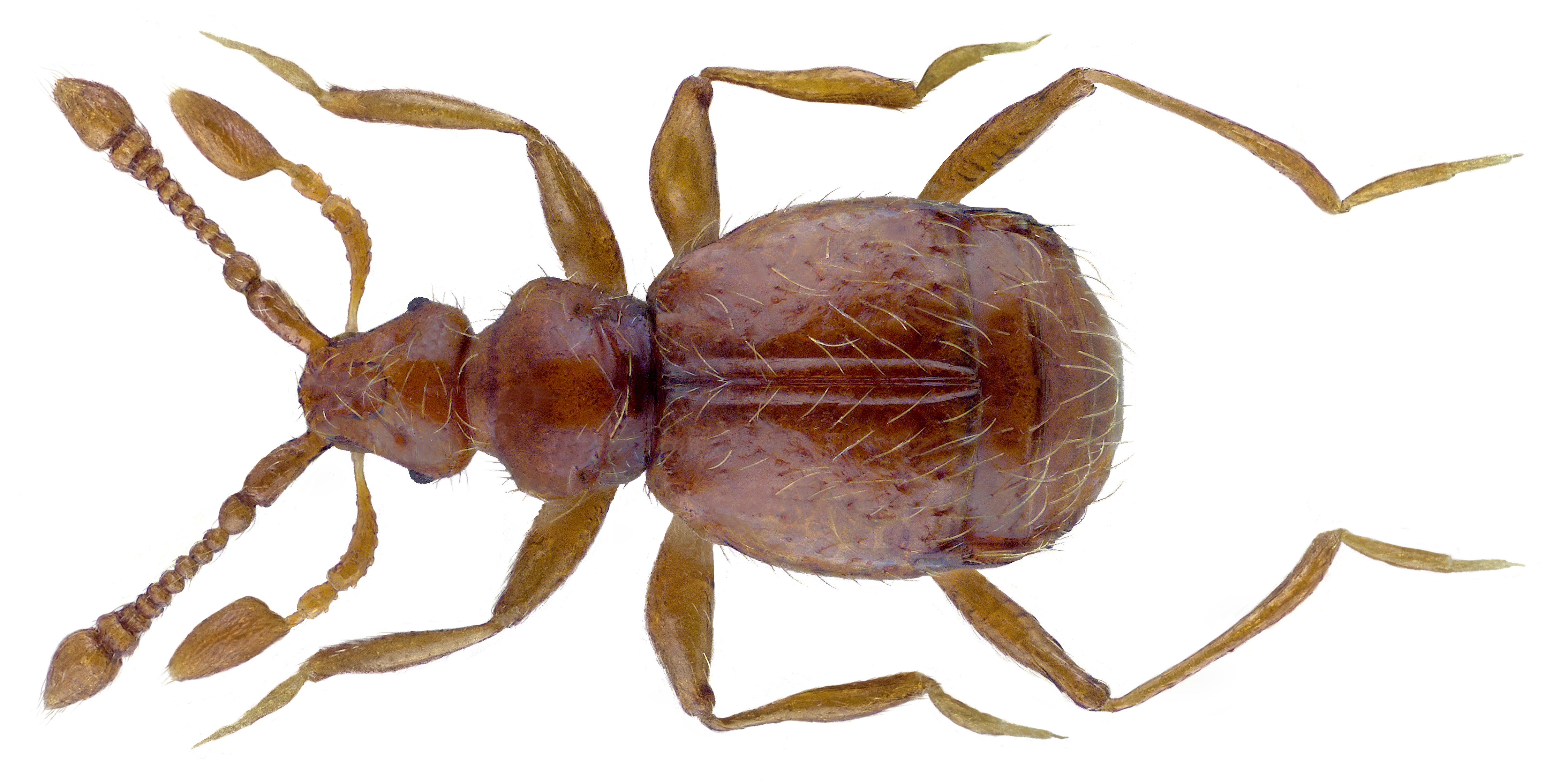
Tychobythinus glabratus

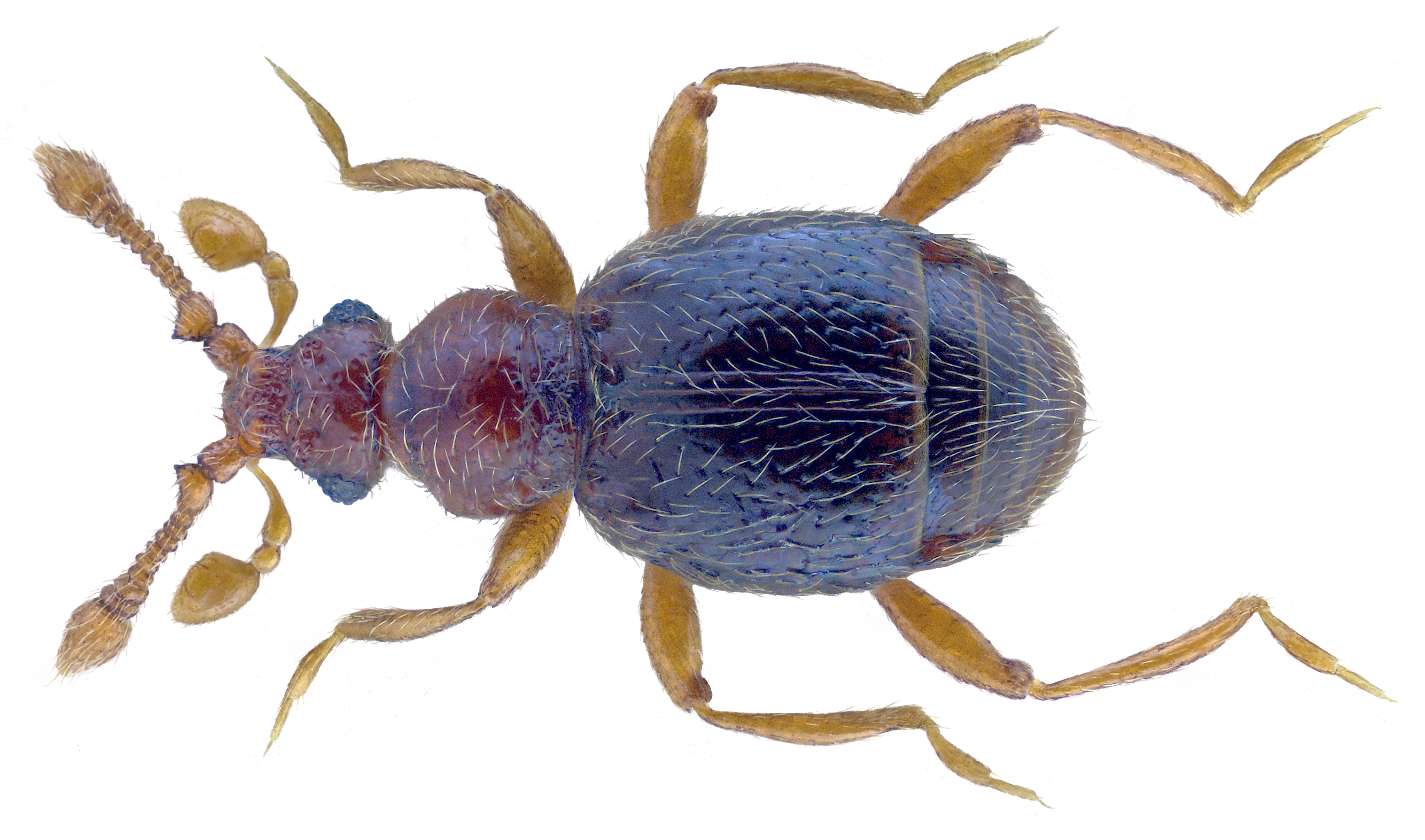
Bythinus burrellii

Bythinini (лат.) — триба мелких коротконадкрылых жуков-ощупников из надтрибы Goniaceritae. Более 600 видов.

## Распространение
Встречаются главным образом, в Голарктике.

## Описание
Мелкие коротконадкрылые жуки—ощупники, большинство видов имеют длину тела менее 5 мм. У Bythinini третий максиллярный щупик короткий, второй и четвёртый пальпомеры удлинённые, а четвёртый вздутый; часто с выдающимся фронтально рострумом и удлинённым первым члеником усиков; имеется глазно-мандибулярный киль; первый видимый стернум примерно такой же длины, как и второй по средней линии, и хорошо виден; задний коготок каждой лапки редуцирован. Усики длинные, булавовидные, надкрылья укороченные, лапки трёхчлениковые. Встречаются в лесной подстилке, почве, в пещерах, во мхах, возле ручьёв или родников.

## Систематика
Крупная триба жуков-ощупников, включает более 600 видов и около 30 родов. Таксон был впервые выделен в 1890 году французским зоологом Ахиллом Раффреем (1844—1923).
Однако, когда в 1995 году в работе Ньютона и Тейера на основании анализа морфологических признаков ранг семейства ощупников был понижен (Newton and Thayer, 1995) до подсемейства в составе Staphylinidae, то соответственно все надродовые таксоны (в том числе, бывшие ранее подсемейства в составе Pselaphidae) были понижены в ранге. В состав трибы Bythinini включают подтрибы: Bythinina — Machaeritina — Xenobythina. Однако, статус двух последних дискутируется и они рассматриваются как синонимы Bythinina.
Из бирманского янтаря известны два рода: †Boreotethys Parker, 2016 и †Ceratobythus Normand, 1932.
- надтриба Goniaceritae Reitter, 1882
  - триба Bythinini Raffray, 1890
    - подтриба Bythinina Raffray, 1890
      - Bryaxis Kugelann, 1794 — около 400 видов
      - Bythinus Leach, 1817 — Европа, 35 видов
      - Glyphobythus Raffray, 1904 — 9
      - Linderia Saulcy, 1863 — 11
      - Machaerodes Brendel, 1890 — Северная Америка, 1
      - Typhlobythus Jeannel, 1926 — Франция, 1

    - подтриба Machaeritina Jeannel, 1950 — живут в пещерах
      - Antrobythus Besuchet, 1985[10] — Европа, 2
      - Bathybythus Besuchet, 1974[11] — Испания, 1
      - Bythoxenites Jeannel, 1958 — Япония, 10[12][13]
      - Bythoxenus Motschulsky, 1860 — Европа, 2
      - Decatocerus Saulcy, 1871 — Испания, 6
      - Gasparobythus Poggi, 1992 — 2
      - Leptobythus Jeannel, 1955 — Мальорка, 1
      - Machaerites Miller, 1855 — Балканы, 14
      - Prionobythus Jeannel, 1921 — Испания, 2
      - Spelaeobythus Löbl, 1965[14] — Европа, 1
      - Speleochus Park, 1951[15] — Северная Америка, 8
        - = Subterrochus Park, 1960 (syn. nov.)[16]

      - Tychobythinus Ganglbauer, 1896[7][12] — Евразия, 100

    - подтриба Xenobythina Jeannel, 1950[17]
      - Pselaptrichus Brendel, 1889 — 39
        - подрод Pselaptrichus (Pselaptrichus) Brendel, 1889
        - подрод Vestitrichus (Pselaptrichus) Park, 1953

      - Xenobythus Peyerimhoff, 1901 — Французские Альпы, 1

    - Bythinini incertae sedis
      - †Boreotethys Parker, 2016[8] — Бирманский янтарь
      - Grguria Pavićević & Ozimec, 2012[18] — Балканы, 1
      - †Ceratobythus Normand, 1932[9] — Бирманский янтарь
      -  ?Mangalobythus Tanokuchi, 1989[19] (перенесён в Brachyglutina, Brachyglutini)
      - Nonveilleria Pavicevic & Besuchet, 2003[20] — Балканы, 2
      - Pauperobythus Nonveiller, Pavićević & Ozimec, 2002[21] — Балканы, 1